# 狐笛のかなた
『狐笛のかなた』（こてきのかなた）は、理論社出版の上橋菜穂子のファンタジー小説。カバー装画及び、イラストは白井弓子。2006年には新潮文庫からも刊行された。

## 概要
本作は上橋菜穂子作品の中で『月の森に、カミよ眠れ』以来の設定国籍が日本の物語である。本作は第42回野間児童文芸賞及び、第51回産経児童出版文化賞推薦を受賞した。
2009年9月には劇団「風ノ環～fu-ring～」による舞台化が決定した。また、「風ノ環～fu-ring～」は本作が第一回公演となる。

## 世界観
物語は、古き日本を舞台に＜聞き耳＞の才を持つ者や<霊獣>などと言った、日本風な霊的描写で進行していく。登場用語については後述参照のこと。

## あらすじ
12歳の小夜はある晩に森で怪我を負い、猟犬に追われる子狐を助ける。助けたのは、呪者に使い魔にされた霊狐だった。
そのことから、彼らは、隣り合う二国の、過去の因縁と呪いの渦に巻きこまれていく。

## 用語
霊狐
現世と神の世の狭間にある「あわい」と呼ばれる空間で生まれた霊獣。
文字通り、生まれながらにして霊力を持ち、姿を人や狐火に変えることが出来る。しかし、これゆえに人間の呪者によって使い魔にされることがある。
呪者
要は、人間の霊能力者。かつて<神々>を祀っていた一族とその血を引く者だけがなり得る。また、霊狐などと言った、霊獣を「使い魔」にする事が出来る。
絶大な霊力者故に、各国には領主直属の呪者がいる。霊力の使用時には、リスクを伴い、使用する毎に寿命が短くなるため、非常に短命である。
使い魔
前述したように、呪者が霊獣を強制的に下僕としたもの。感情や理性は残るが、主（呪者）に命を握られているため、服従せざるを得ない。他にも様々な霊獣が居るようだが、本作では霊狐のみ登場。
聞き耳
別名「心の目」。他人の思考や念を感じ取ることが出来る能力。一部の者だけが、出生と同時に持ち、親から子へと遺伝していく。また、聞き耳の力が強い者は、草木や動物の念をも感受することが可能。
葉陰
武者が呪者に魂を渡し、「獣の心と強さ」を宿した者達。敵国に派遣され、諜報活動を行っている。
狐笛
霊狐を使い魔にした時、用いる笛。普段は主が使い魔を招集するときに使用する。霊狐の毛と土を焼いて造ったもの。また、負傷した霊狐に対して、自らの命（あるいは寿命）と引き換えに治癒させる事ができるが、命を分け与えた者は、人でも霊狐でもない存在になってしまう。
＜オギ＞の術
「かつて海の彼方にあった国」から伝来した術。特定の人物や区域を守護することが出来る。
闇の戸
霊狐が＜あわい＞と現世を往来する穴。物理的に何かに穴が開いている訳ではなく、空間の裂け目であり、「そこにあるものの、他の所を見ていて、そこへ目を移すと、突然、眼が見えなくなる」といった状態。内部には、生物の精気を吸収する靄が充満している。霊力者は呪術によって閉じることもでき、また、開けることもできる。

## 登場人物
小夜（さよ） 12歳/16歳
本作の主人公の少女。幼少期に母親を殺害され、綾野とともに暮らしている。優れた<聞き耳>の才を有している。12歳の頃に小春丸と野火に出会う。
野火 12歳?/16歳（人間基準）
<あわい>で生まれた霊狐。久那によって使い魔にされている。本編開始の4年前に、主の命令で要人暗殺を行ったが、深手の傷を負い、12歳の小夜と小春丸に助けられる。
小春丸 11歳?/15歳?
森陰屋敷に10年間（本編開始時には14年間が経過）幽閉されていた少年。有路ノ春望の息子。非常に行動力があり、わんぱく。度々、屋敷を抜け出していた。ある晩に小夜と出会い、野火を助ける。しかし、その事（脱走）が従者に発覚し、それ以降、屋敷の外に出てくることはなかった。4年後に小夜と再会する。
大朗 25歳?
有路ノ春望に仕え、かつては小春丸の保護と監視を担っていた武者。＜オギ＞の術を扱う事が出来る数少ない人物のひとり。かつて小夜の母親と親交があり、姉のような存在だったが、抗争に巻き込まれ殺された為、残された小夜の過去を封印した。数年後に小夜と再会し、封印を解くことになる。
花乃
小夜の母親。故人。＜聞き耳＞の能力を持ち、草木の念を感じ取ることができ、強力な霊力を持ち合わせていた。それ故に、春名ノ国にとって切り札であり、隣国にとって脅威だった為に、小夜の幼少期に湯来ノ国の葉陰によって殺害される。
綾野
花乃が殺害された後に、小夜を引き取った老婆。腕の良い<とりあげ女>（産婆）であり、それによって夜名ノ里から難産や死産が消えたらしい。小夜が15歳の秋に老衰（?）で亡くなった。
鈴 21歳?
大朗の妹。一太という2歳の息子がいる。大朗同様に多少の霊力を持っている。年越しの市で葉陰にからまれた小夜を保護する。
那柁
花乃の父親。かつては絶大な霊力を誇る呪者だったが、戦の過程で命を落とす。
木縄坊
自称「半天狗」。野火の友人。元は猟師だったが、ある日突然、暇を持て余した天狗に連れ去られ、東西を旅行していた。半年後に、元の場所に帰されたが、旅行の過程で天狗に憧れてしまい、自ら天狗になることを決意し、天狗に聞いた＜蔦の精＞の夫になるという方法で天狗になろうとしたが、修業中に岩の間に落ち、出られなくなっていた所を野火に助けられる。天狗になりきれていない「半人前の天狗」という意味で、「半天狗」と名乗るようになる。
有路（ゆうじ）ノ一族
春名ノ国を治める一族。隣国を治める湯来ノ一族とは争いが絶えなかった。現在も膠着状態にある。現当主は有路ノ春望。
春望（はるもち）
春名ノ国の領主。人望が厚く、従者からも慕われている。かつて妻子や忠臣がいたが、敵国の呪者によって呪い殺された。花乃と面識がある。二国間は、片方の一族の後継がいなくなった場合、もう片方の一族から養子として片方の一族に引き渡すというシステムで勢力や軍事の均衡を保っている。盛惟はこれを狙って安望を暗殺したが、春望はそれを見通して、小春丸を森陰屋敷に切り札として幽閉していた。
安望（やすもち）
春望の総領息子。剣術や馬術に優れ、春望の後継とされていたが、突然落馬し、瀕死の傷を負った後に死亡した。
雅望（まさもち）
春望の父親。故人。春望とは対照的に強欲な人物であり、戦で功績を残し、褒賞として威余大公家から「若桜野」の領有権を獲得した。これがすべての発端であり、両国関係を悪化させた原因である。
湯来（ゆき）ノ一族
湯来ノ国を統治する一族。春名ノ国とは非友好的な関係にある。現当主は湯来ノ盛惟。
盛惟（もりただ）
湯来ノ国の領主。有路ノ春望とは従兄弟。春名ノ国に若桜野を奪われ、水源を失った事を恨んでおり、呪者を使い、あらゆる手段で活動を妨害している。前述したシステムを利用して有路ノ春望の後継である安望を暗殺し、自らの息子に春名ノ国を統治させようと目論んでいた。
助惟（すけただ）
盛惟の13歳の息子。有路ノ安望が死亡した為、養子として後継となるはずだったが、小春丸がいた為、阻止された。
芳惟（よしただ）
盛惟の父親であり、有路ノ雅望の弟。有路ノ一族に生まれながらも、湯来ノ一族の後継者がいない事態となり、養子として、湯来ノ一族となった。
久那（くな）
湯来ノ盛惟に仕える唯一の呪者。野火らを使って、春名ノ国の内情を報告させている。故人である父親の影響で冷酷となった。非常に強い霊力を有しているが、それ故に短命であり、寿命が近付いていた。
玉緒
久那の使い魔の霊狐。人間時の姿は絶世の美女らしい。有路ノ城の給仕として潜伏していた。
影矢
野火、玉緒と同じく使い魔の霊狐。人間時の姿は中年の男。玉緒と同じく春名ノ国に潜伏していた。久那の命で春望を殺害しようとしたが、野火によって＜封じ袋＞の中に封印される。
威余大公（いよたいこう）
春名ノ国及び湯来ノ国とその付近一帯を統治する領主。両国間の監視をしている。
「この島国の大半を治める大領主」という描写があるが「島国」とは、日本を指すものか、国内の島を指すものかは不明。
高朗
大朗の父親。故人。かつて海外の国王に仕えていたが、その国が滅んだため、春名ノ国に渡った。
矢多
梅が枝屋敷で大朗に仕える従者。乗用馬の「雲陰」の世話などを担当している。
常行
かつての小春丸の従者。小春丸曰く、「かなり厳しい」らしい。小春丸の脱走に最初に気づいた人物。

## 地名
春名ノ国
有路ノ一族が統治する国。北部は険しい山岳地帯になっており、東西からそれぞれ「杉谷川」と「山指川」が流れる。
湯来ノ国
湯来ノ一族が納める国。春名ノ国の西隣に位置している。春名ノ国とは敵対している。
若桜野
春名ノ国と湯来ノ国の国境にある場所。北側の「緒路山」から三本の支流から成る杉谷川が流れ、桜が群生し、春名ノ国で最も美しい場所とされている。以前は威余大公家の管轄下にあったが、有路ノ雅望が戦で手柄を立て、春名ノ国の領土として威余大公家から割譲された為、両国を潤していた川も、春名側にのみ流れるように石堰が築かれている。両国関係を悪化させた一因である。
夜名ノ森
春名ノ国の北東に位置する森林地帯。森陰屋敷や夜名ノ里、小夜の自宅がある。
夜名ノ里
夜名ノ森内にある里。余所者は歓迎されない閉鎖的な里だったが、綾野の功績によってその風潮が打ち破られた。
森陰屋敷
有路ノ一族が所有する屋敷。夜名ノ森にひっそりと佇み、小春丸が幽閉されていた。夜名ノ里では「化け物屋敷」の噂が立っていた。
長戸ノ里
春名ノ国の北部にある里。梅林に囲まれている。
梅が枝屋敷
長戸ノ里の梅林の奥にある屋敷。大朗と鈴が住んでいる。
青李ノ宿（あおりのしゅく）
春名ノ国東部にある場所。
有路ノ城
春名ノ国の中央に位置する城。有路ノ一族が住んでいる。
緒路山（おろのやま）
春名ノ国と湯来ノ国の国境に跨る山。杉谷川の水源がある。
白尾根山脈
春名ノ国の北部にある山脈。
杉谷川
緒路山から流れる川。三本の支流が交わり、春名ノ国東部を北から南へ流れ、途中で山指川と合流している。
山指川
夜名ノ森方面と長戸ノ里方面から流れる支流で成る川。春名ノ国西部を南北に沿って流れている。
千波川
杉谷川と山指川の合流で成っている大河。春名ノ国南部を流れる。
日野辺道（ひのべのみち）
春名ノ国を中心に東西に走る街道。市場などが開かれている。
＜あわい＞
現世とカミ（神）の世の境にある空間。カミガミ（神々）や霊獣が住まうとされている。常に薄暗く、多湿らしい。
「海の彼方にあった国」
大朗の父親、高朗が王に仕えていた国。過去に起こった戦によって滅亡した。

## 書籍情報
- 狐笛のかなた （理論社）2003年11月14日初版発行 ISBN 9784652077344
- 狐笛のかなた （新潮社）2006年12月1日初版発行  ISBN 9784101302713

## 舞台
- 「狐笛のかなた」（2009年、劇団「風ノ環～fu-ring～」）
- 「狐笛のかなた―ふたつの魂―」（2011年、新歌舞伎座）